# Монона (Ајова)
Монона (енгл. Monona) град је у америчкој савезној држави Ајова. По попису становништва из 2010. у њему је живело 1.549 становника.

## Демографија
Према попису становништва из 2010. у граду је живело 1.549 становника, што је -1 (-0.1%) становника више него 2000. године.
| Група             | 2000.         | 2010.         |
| Белци             | 1.528 (98,6%) | 1.513 (97,7%) |
| Афроамериканци    | 1 (0,1%)      | 7 (0,5%)      |
| Азијати           | 6 (0,4%)      | 4 (0,3%)      |
| Хиспаноамериканци | 1 (0,1%)      | 15 (1,0%)     |
| Укупно            | 1.550         | 1.549         |